# Bart Swings
Bart Swings (Herent, 12 febbraio 1991) è un pattinatore di velocità su ghiaccio e pattinatore di velocità in-line belga.

## Palmarès

### Pattinaggio di velocità

#### Olimpiadi
- 2 medaglie:
  - 1 oro (mass start a Pechino 2022)
  - 1 argento (mass start a Pyeongchang 2018)

#### Mondiali completi
- 1 medaglia:
  - 1 bronzo (Hamar 2013)

#### Mondiali distanza singola
- 4 medaglie:
  - 2 ori (partenza in linea a Heerenveen 2023; partenza in linea a Calgary 2024)
  - 2 bronzi (partenza in linea a Heerenveen 2021; 5000 m a Heerenveen 2023)

#### Coppa del Mondo
- Miglior piazzamento in classifica generale: 2º nel 2015 e nel 2016
- Miglior piazzamento nella Coppa del Mondo di 1500 m: 2º nel 2013
- Miglior piazzamento nella Coppa del Mondo di 5000 e 10000 m: 4º nel 2022
- Vincitore della Coppa del Mondo di partenza in linea nel 2018, nel 2020, nel 2021, nel 2022 e nel 2023
- 35 podi (individuali):
  - 10 vittorie
  - 9 secondi posti
  - 16 terzi posti

### Pattinaggio di velocità in linea

#### Mondiali
- 18 medaglie:
  - 7 ori (10 km a punti su pista nel 2009; 20 km a eliminazione su strada, 10 km a punti su strada nel 2010; 10 km a punti su pista nel 2011; 20 km a eliminazione su strada, maratona su strada, staffetta 5 km su strada nel 2012)
  - 7 argenti (20 km a eliminazione su strada nel 2009; 20 km a eliminazione su pista, 10 km a punti su pista nel 2010; 15 km a eliminazione su pista, 20 km a eliminazione su strada, 10 km a punti su strada nel 2011; 10 km a punti su pista nel 2012)
  - 4 bronzi (maratona su strada nel 2010; staffetta 3 km su pista, staffetta 5 km su strada nel 2011; 20 km a eliminazione su pista nel 2012)

#### Europei
- 19 medaglie:
  - 16 ori
  - 2 argenti
  - 1 bronzo

#### Giochi mondiali
- Breslavia 2017: oro nei 10000 m a punti; oro nei 20000 m ad eliminazione.
- Birmingham 2022: oro nei 10000 m a punti; oro nei 15000 m ad eliminazione.